# Bańka filtrująca
Bańka filtrująca (ang. filter bubble), także bańka informacyjna – sytuacja polegająca na tym, że osoba korzystająca z sieci otrzymuje informacje wyselekcjonowane przez algorytmy na podstawie danych zgromadzonych na jej temat podczas jej wcześniejszej aktywności (np. wyszukiwań w wyszukiwarkach internetowych). Powoduje to, że użytkownik otrzymuje informacje zgodne ze swoimi poglądami i nie zostaje nakierowany na odmienne tematy lub punkty widzenia.
Przykładem tego zjawiska są wyniki spersonalizowanych wyszukiwań w wyszukiwarce Google i strony aktualności w serwisie Facebook. Termin został ukuty przez internetowego aktywistę Eliego Parisera w książce The Filter Bubble: What the Internet Is Hiding from You (2011). Według Parisera użytkownicy mają mniejszy kontakt z konfliktogennym punktem widzenia, a także, będąc we własnych bańkach informacyjnych, są intelektualnie odizolowani. Pariser wskazał przykład, w którym jeden z użytkowników szukając w Google’u frazy „BP” otrzymał wiadomości inwestycyjne nt. przedsiębiorstwa British Petroleum, natomiast inny szukający dostał informacje nt. eksplozji platformy wiertniczej Deepwater Horizon; autor podkreślił, że te dwa wyniki wyszukiwania były „uderzająco różne” (ang. strikingly different). W opinii Parisera efekt bańki może mieć negatywne konsekwencje w publicznym dyskursie, ale pojawiły się także kontrastujące opinie sugerujące, że ten efekt jest minimalny.
Najnowsze badania pokazują, że bańki informacyjne całkowicie odcinające użytkowników od opinii sprzecznych z ich poglądami są zjawiskiem zupełnie marginalnym, a znacznie większe ograniczenie w otwarciu na nowe informacje stanowi nawet środowisko, w którym żyje dana jednostka. Jak pisze Sebastian Randerath: "Bąbelki filtracyjne nie rządzą naszym życiem. Spersonalizowane filtrowanie według algorytmów nie jest przyczyną kształtowania opinii publicznej i ma jedynie trywialny wpływ na wyniki wyszukiwania w głównych wyszukiwarkach".

## Założenia

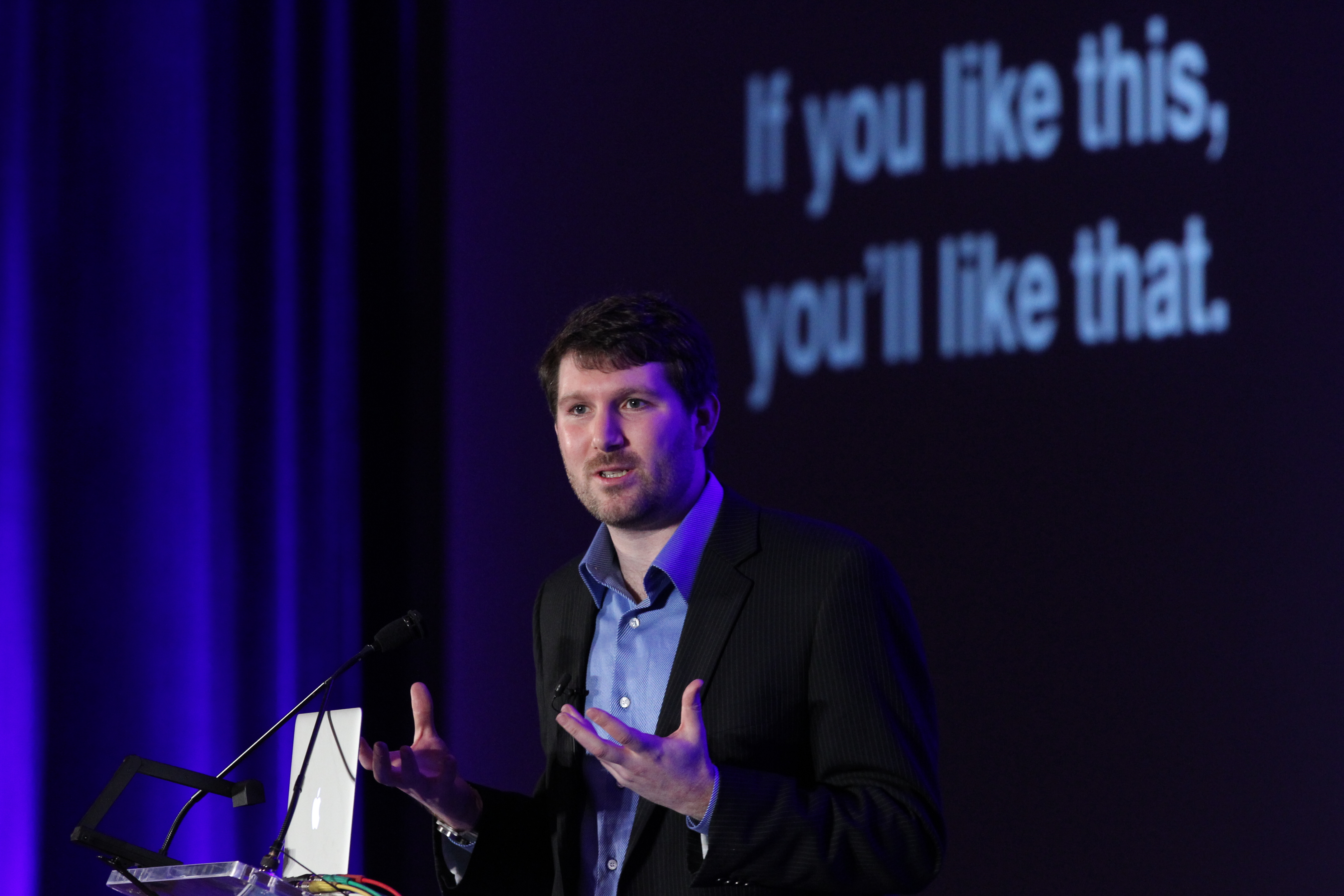
Eli Pariser (2012)

Pariser zdefiniował własną koncepcję bańki filtrującej, w bardziej formalny sposób, jako „indywidualny ekosystem informacji, który został przygotowany przez te algorytmy”. Także innych terminów używano do opisania tego zjawiska, są to m.in. „ramki ideologiczne” (ang. ideological frames) lub „otaczająca was, podczas przeszukiwania Internetu, przenośna sfera”. Dotychczasowa historia wyszukiwania jest z biegiem czasu gromadzona, kiedy użytkownik Internetu sygnalizuje zainteresowanie konkretnymi tematami poprzez „klikanie linków, przeglądanie znajomych, umieszczanie filmów w swojej kolejce i czytanie wiadomości”. Firma internetowa używa wówczas tych informacji do dostarczenia użytkownikowi odpowiednich reklam lub by znalazły się one w bardziej widocznym miejscu na stronie z wynikami wyszukiwania. Obawy Parisera są podobne do tych przedstawionych wcześniej przez brytyjskiego fizyka i programistę Tima Bernersa-Lee, którego raport w 2010 roku opublikowano w dzienniku „The Guardian”. Napisał on, że zgodnie z zasadą efektu opisanego w piosence „Hotel California”, który ma miejsce, strony serwisów społecznościowych odgradzają zawartość od innych konkurencyjnych stron (przez co zagarniana jest większa część wszystkich użytkowników Internetu), co skutkuje tym, że „im więcej klikasz, tym bardziej jesteś zamknięty” na informacje w obrębie konkretnej strony internetowej. Według Bernersa-Lee staje się to „zamkniętym silosem treści” z możliwym podziałem World Wide Web.
W publikacji The Filter Bubble Pariser ostrzega, że potencjalnym minusem filtrowanego szukania jest to, iż to „zamyka nas na nowe pomysły, tematy i ważne informacje”, a także „tworzy wrażenie, że wszystko, co istnieje, to wyłącznie nasza własna korzyść”. W jego opinii takie zjawisko jest potencjalnie szkodliwe zarówno dla jednostek, jak i społeczeństwa. Skrytykował on koncern Google i Facebooka za oferowanie użytkownikom „zbyt dużo słodyczy, a za mało marchewek”. Autor ostrzegł również, że „niewidoczne algorytmiczne edytowanie sieci” może wszystkim korzystającym z Internetu ograniczać kontakt z nowymi informacjami oraz zawęzić im horyzont. Według Parisera niekorzystnym efektem filtrujących baniek jest także szkodzenie ogółowi społeczeństwa w tym sensie, że mogą one spowodować „osłabienie obywatelskiego dyskursu” (ang. undermining civic discourse), a także możliwe jest, iż ludzie mogą stać się bardziej podatni na „propagandę i manipulacje”. Autor w swojej książce napisał:

Świat skonstruowany ze znanych nam myśli jest światem, w którym nie ma się czego uczyć… (od momentu kiedy występuje) niewidoczna autopropaganda, indoktrynująca nas naszymi własnymi ideami.

Bańka filtrująca została opisana jako nasilający się fenomen, który został nazwany splinternetem (inne nazwy: bałkanizacja Internetu, cyberbałkanizacja), co dzieje się, kiedy Internet zostaje podzielony na podgrupy ludzi podobnie myślących, którzy zostają izolowani w ich własnych wirtualnych społecznościach i pozbawieni są możliwości kontaktu z innymi poglądami; termin „cyberbałkanizacja” został ukuty w 1996 roku.

## Reakcje
Istnieją sprzeczne informacje na temat skali zjawiska filtrowania spersonalizowanego i czy jego aktywność jest korzystna, czy szkodliwa. Analityk Jacob Weisberg, pisząc dla internetowego czasopisma „Slate”, zrealizował niewielki eksperyment nienaukowy mający na celu przetestowanie teorii Parisera. W badaniu wzięło udział pięciu jego współpracowników mających różne zaplecze ideologiczne, którym nakazał wyszukiwać w ten sam sposób. Rezultaty wszystkich pięciu zapytań wyszukiwania okazały się niemal identyczne u czterech różnych szukających. Sugerował on, że „bańka filtrująca” nie ma zastosowania, co spowodowało, że postanowił on napisać, iż sytuacja, w której wszyscy ludzie są „karmieni w korycie «Daily Me»” (ang. feeding at the trough of a Daily Me), była przesadzona. 
Badanie naukowe przeprowadzone w Wharton School, które analizowało rozwiązania spersonalizowane, również potwierdziło, że w przypadku internetowego gustu muzycznego filtry te właściwie mogą tworzyć wspólność, a nie podział. Konsumenci w rzeczywistości używają filtra, by rozszerzyć swój gust, a nie po to, by go ograniczać. Recenzent książek Paul Boutin przeprowadził podobny eksperyment wśród ludzi mających różniące się historie szukania. Wyniki tego badania były zbliżone do tych zrobionych przez Weisberga, które pokazały niemal identyczne rezultaty wyszukiwań. Jonathan Zittrain, profesor prawa na Uniwersytecie Harvarda, zakwestionował stopień, do którego filtry personalizujące zniekształcają wyniki wyszukiwań w Google’u; powiedział on, że „efekty personalizacji wyszukiwania były łagodne”. Ponadto pojawiły się doniesienia, że użytkownicy mają możliwość wyłączenia ustawień personalizujących w wyszukiwarce Google poprzez usunięcie historii online lub też innymi metodami. Rzecznik Google’a zasugerował, że algorytmy zostały celowo dodane do ich wyszukiwarek po to, by „ograniczały personalizację i promowały różnorodność”.
Pomimo to istnieją informacje, że Google oraz inne strony są w posiadaniu dużych ilości danych, które mogą umożliwić im dalsze personalizowanie doświadczeń użytkownika w Internecie, jeśli tylko zechcą tak zrobić. Jeden z opisów sugerował, że Google jest w stanie śledzić dotychczasową historię użytkownika, nawet jeśli nie posiada on prywatnego konta w Google’u lub nie jest tam zalogowany. Inny opis mówił, że Google zebrał informacje „warte 10 lat” zgromadzone z różnych źródeł, takich jak Gmail, Mapy Google, a także innych serwisów, pomijając ich wyszukiwarkę. Przy takiej personalizacji Internetu dla każdego użytkownika oprócz potrzeby udostępnienia w sieci rozległej przestrzeni dyskowej (przeznaczonej na gromadzenie danych) proces taki byłby też dla przedsiębiorstwa internetowego wymagający technicznie. Analityk Doug Gross z amerykańskiej telewizji CNN zasugerował, że filtrowane wyszukiwanie wydaje się być bardziej pomocne dla konsumenta niż dla obywatela i ułatwiłoby szukającemu „pizzy” konsumentowi znalezienie lokalnego dostawcy w oparciu o spersonalizowane szukanie i odpowiednie odfiltrowanie odległych pizzerii. Strony internetowe, np. dzienników „The Washington Post” czy „The New York Times” starają się stworzyć mechanizmy z informacjami spersonalizowanymi, mające na celu dostosowanie rezultatów wyszukiwania do takich, które są akceptowalne przez użytkownika, lub takich, z którymi będzie się on zgadzać.